# Pukyŏng
Der Begriff Pukyŏng bezeichnet die Metropolregion der südkoreanischen Großstadt Busan, wirtschaftliches und kulturelles Zentrum des Südostens Koreas. Koreanische Namen dafür sind Pukyŏng (부경; Akronym für „Pusan-Kyŏngnam“) oder Buulgyeong (부울경; Akronym für „Busan-Ulsan-Gyeongnam“). Die drei Millionenstädte Busan, Ulsan und Changwon (Masan und Jinhae) bilden die Kernstädte.